# Liste des phares de Turquie

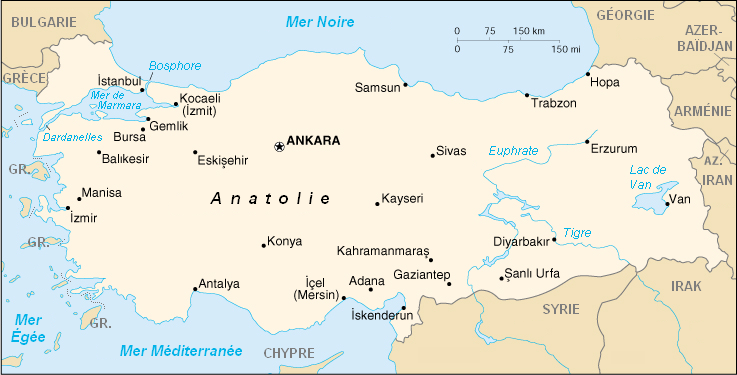
Carte de la Turquie

Ceci est une liste incomplète des phares de Turquie. En 2011, il y avait encore un total de 445 phares et bateaux-phares en service sur le littoral de la Turquie, qui a une longueur totale de 8.333 km. Les phares en Turquie sont gérés par la Direction générale de la sécurité côtière (Kıyı Emniyeti Genel Müdürlüğü).

## Liste des principaux phares

### Mer Noire
- Phare d'İğneada, province de Kirklareli
- Phare d'Anadolu, province d'Istanbul
- Phare de Rumeli, province d'Istanbul
- Phare de Şile, province d'Istanbul
- Phare de l'île de Kefken, province de Kocaeli
- Phare d'Ölüce, province de Zonguldak
- Phare de Zonguldak, province de Zonguldak
- Phare d'Amasra, province de Bartin
- Phare d'İnebolu, province de Kastamonu
- Phare de Kerempe, province de Kastamonu
- Phare d'İnceburun, province de Sinop

### Mer de Marmara
- Phare d'Ahirkapi, Istanbul
- Phare de Kadiköy İnciburnu, Istanbul
- Phare de Fenerbahçe, Istanbul
- Tour de Léandre, Istanbul
- Phare de Yeşilköy, Istanbul
- Phare de Rumeli, Istanbul
- Phare de Hoşköy, province de Tekirdag
- Phare de Marmaraereğlisi, province de Tekirdag
- Phare de Gelibolu, province de Çanakkale

### Mer Égée
- Phare de Mehmetçik, province de Çanakkale
- Phare du cap Baba, province de Çanakkale
- Phare de Sivrice, province de Çanakkale
- Phare de Bozcaada, province de Çanakkale
- Phare de Sarpıncık, province d'Izmir
- Phare de Kusadasi, province d'Aydin
- Phare de Datca, province de Muğla
- Phare de Deveboynu, province de Muğla
- Phare de Kisilada, province de Muğla

### Mer Méditerranée
- Phare de Kızılada, Kızılada, Fethiye , province de Muğla
- Phare de Gelidonya , province d'Antalya
- Tour Hıdırlık, Antalya
- Phare de Kemer, province d'Antalya
- Phare de Mersin, province de Mersin
- Phare d'Anamur, province de Mersin

### Articles externes
- University of North Carolina at Chapel Hill's The Lighthouse Directory:
  - Lighthouses of European Turkey
  - Lighthouses of Turkey: Northwestern Anatolia
  - Lighthouses of Turkey: Northern Anatolia
  - Lighthouses of Western Turkey
  - Lighthouses of Southwestern Turkey
  - Lighthouses of Southern Turkey
- (en) Online List of Lights - Türkei
- (en) Liste ARLHS - Turkey
- (en) Turkey - Lightphotos.net